# Aqueduto de Arruda dos Vinhos

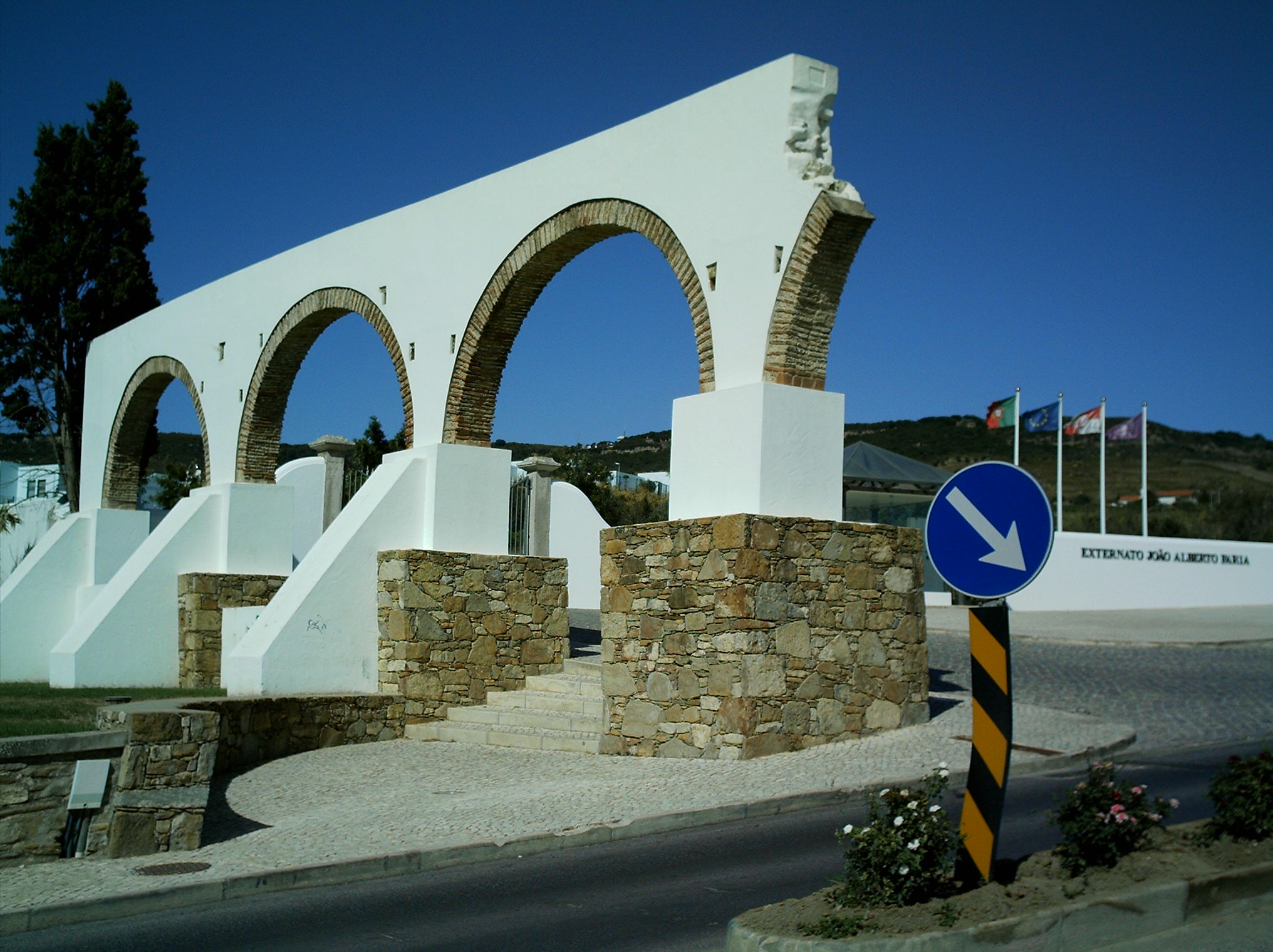
Vestígios do Aqueduto de Arruda dos Vinhos

O Aqueduto de Arruda dos Vinhos foi muito provavelmente construído no séc. XVIII, data da construção do chafariz Pombalino que abastecia. Transportava água desde a encosta próxima da actual povoação da Mata(Lugar da Mata ou Sítio do Vilar) até ao referido Chafariz Pombalino de Arruda dos Vinhos, localizado na freguesia do mesmo nome.
Na encosta da povoação da Mata existem algumas fontes, nomeadamente a Fonte do Carvalhal, pelo que é provável que se tenha construído este aqueduto para aproveitar as águas da referida fonte.